# ريتشارد تشيلتون
ريتشارد تشيلتون (بالإنجليزية: Richard Chilton)‏ هو شخصية أعمال أمريكي، ولد في 10 يونيو 1958 في هو هو كوس في الولايات المتحدة.